# Telemundo Internacional
Telemundo Internacional es un canal de televisión por suscripción internacional de origen estadounidense, propiedad de NBCUniversal Internacional Networks y Comcast operado por NBCUniversal y Televisa Internacional distribuido actualmente por Ole Distribution (excepto México), una empresa formada entre Ole Communications y Warner Bros. Discovery. Está enfocado a un público juvenil y adulto y la totalidad de su programación se basa al igual que la de Telemundo, componiéndose principalmente de series, telenovelas, variedades y noticieros. Su sede central se ubica en Miami, Florida, Estados Unidos.
Telemundo se convierte en la primera cadena estadounidense de contenidos en español en expandir su oferta programática hacia la región latinoamericana.
Sus transmisiones como Telemundo Internacional iniciaron el 1 de marzo de 2000.

## Historia
En 1994, Telemundo comenzó hacer noticias las 24 horas del día y se inició en sus principios como un canal de noticias. La cadena lanzó la señal Telenoticias en asociación con Artear de Argentina, Antena 3 de España y la agencia de noticias Reuters.
En 1996 por los movimientos del mercado, CBS compra Telenoticias, pasándose a llamar CBS Telenoticias. En su momento la adquisición de Telenoticias era una decisión estratégica de CBS/Westinghouse que ampliaba el alcance en EE. UU. y la magnitud del negocio de comunicación audiovisual. Esto produjo que los latinos en EE. UU. recibieran la señal a través de la compañía satelital W Satellite Commnunications. La voz que anunciaba la entrada: «CBS Telenoticias, información del mundo en 30 minutos»
CBS mantenía el canal de información de 24 horas en América Latina y España con ideas de introducir otro similar, también en español, para el mercado de Estados Unidos. Además, Telemundo y CBS habían llegado a un acuerdo para que CBS Telenoticias produjera el noticiero nocturno diario de Telemundo y otros programas especiales.
Luego en 1999 dado al poco encendido del canal, las deudas y el crecimiento en audiencia de su competencia, Telemundo se hace cargo nuevamente de la señal en enero de 2000 sacándola del aire dos meses después, transformándola en Telemundo Internacional.
En Latinoamérica el canal es distribuido por HBO Latin America Group desde 2014 (excepto México), por Ole Distribution desde mayo de 2020 (excepto México); y por Televisa Networks en México.
Desde finales de 2016, aparte de presentar única y exclusivamente contenidos de su cadena principal, Telemundo Internacional incluyó algunos contenidos de producción extranjera como algunas novelas turcas o series de otras productoras ajenas a Telemundo.

## Disclaimer de contenido
En todos los programas tanto pregrabados como en vivo emitidos por Telemundo Internacional, tales como Caso Cerrado se emite un disclaimer antes de iniciar el programa el cual se eximen de toda responsabilidad en caso de sorteos realizados durante la grabación del programa y/o cuando la primera emisión ha sido en Estados Unidos: Este programa fue producido y originalmente transmitido en el territorio de los Estados Unidos de Norteamérica. Cualquier número telefónico, sitio web, concurso, producto o transmisión, podría no estar vigente al momento de esta transmisión.